# Fabio Taglioni
Fabio Taglioni, né le 10 septembre 1920 à Lugo di Romagna en Italie et mort le 18 juillet 2001, est un  ingénieur italien  à l'origine de toutes les Ducati modernes et des nombreux titres de champion du monde remportés par le constructeur italien.
Fabio Taglioni est entre autres à l'origine de la commande desmodromique en 1957. Son idée était de pallier, lors de surrégimes en course, sources de nombreuses ruptures de moteurs, à l'affolement des soupapes, par une course (poussée et relèvement desdites soupapes) constamment contrôlée mécaniquement.